# یلنا پلوتنیکووا
یلنا پلوتنیکووا (روسی: Елена Михайловна Зарубина (Плотникова)؛ زادهٔ ۲۶ ژوئیهٔ ۱۹۷۸) بازیکن والیبال اهل روسیه است.